# Lucien Bianco
Pour les articles homonymes, voir Bianco (homonymie).
Lucien Bianco, né le 19 avril 1930 à Ugine (Savoie), est un historien et sinologue français.
Spécialisé dans l'histoire de la paysannerie chinoise au XXe siècle, il est l'auteur d'un ouvrage de référence concernant Les Origines de la révolution chinoise et a codirigé l'ouvrage Chine au XXe siècle.

## Biographie
Lucien Bianco est le fils de Jules Bianco, marchand de vins et de combustibles, et de Mme, née Lucie Poènsin. 
Après avoir fréquenté le lycée Vaugelas à Chambéry en Savoie, il rejoint Paris pour suivre une khâgne au lycée Louis-le-Grand, il se lie alors avec ses condisciples dont  Pierre Bourdieu et Jacques Derrida. 
Lucien Bianco intègre en 1952 l'École normale supérieure (rue d'Ulm), puis l'École nationale des langues orientales où il apprend le chinois (diplômé de la promotion 1962). 
Il effectue son premier séjour en Chine en 1954 avec une délégation conduite par Jean Dresch, c'est Louis Althusser qui recommande Bianco à Dresch, ce dernier souhaitant un normalien à ses côtés lors du voyage. Lucien Bianco effectue son service militaire de 1957 à 1959 (en pleine guerre d'Algérie) comme enseignant dans une école d'enfants de troupe près d'Alger à Koléa, il y retrouve son ami Jacques Derrida.
Lucien Bianco s'engage politiquement au sein de la gauche non communiste. Après l'Union de la gauche socialiste, il rejoint le Parti socialiste unifié (PSU) qu'il quittera en 1962 après les accords d'Évian; « je ne voyais plus la nécessité de militer dans une section du XIIIe arrondissement théâtre de disputes acerbes entre trotskisants, chrétiens de gauche et réformistes ».
Il obtient son agrégation d'histoire en 1957, puis soutient une thèse consacrée à la crise de Siam à la Sorbonne en 1968. Le séjour qu'il effectue ensuite durant un an à Harvard préfigure une carrière internationale qui le mènera à Princeton, à l'université du Michigan, d’Oxford, de Taïwan, d’Hong Kong ou de Stanford.
Il est ensuite directeur d'études à l'École des hautes études en sciences sociales où il dirige le Centre de recherches et de documentation sur la Chine contemporaine entre 1993 et 1995. Il a également enseigné à l'Institut d'études politiques de Paris.
Lucien Bianco se lie avec le sinologue Simon Leys, dont il admire les ouvrages : Les Habits neufs du président Mao et Ombres chinoises. Ils se voient à Sydney et à Paris, « entamant une longue période de complicité ». Jean Chesneaux, qui réfute alors les crimes de Mao Zedong et de la Révolution culturelle,  évoque avec « sarcasme, le duo Leys-Bianco ».
En 1973, alors qu'il travaille à l'université du Michigan aux États-Unis, Lucien Bianco, avec un groupe de plusieurs universitaires spécialistes de l'Asie, dénonce le traitement des prisonniers politiques par le gouvernement du Viêt Nam du sud
comme une violation des accords de paix de Paris (qui mirent fin à la guerre du Viêt Nam) et un risque de reprise de la guerre.
À la fin des années 1990, il vient vivre à Dauphin dans le massif du Luberon où il continue de travailler.

## Distinctions
Il se voit attribuer le prix littéraire de l'Asie en 1990.
Son Peasants without the Party a reçu le prix Levenson (Association for Asian Studies) en 2003. En 2005, il reçoit le Grand prix des Rendez-vous de l'histoire.
En 2006, sur proposition du Ministère de l'éducation nationale, de l'enseignement supérieur et de la recherche, il est nommé dans l'Ordre national de la Légion d'honneur.

## Œuvres

### Les Origines de la révolution chinoise, (1967)
L'ouvrage Les Origines de la révolution chinoise 1915-1949 est publié chez  Gallimard en 1967, l'édition est remise à jour et augmentée en 2007, elle comprend 525 pages.
À sa sortie, ce livre constitue un événement dans la recherche sinologique française. Il permet à son auteur d'acquérir rapidement une réputation internationale. L'ouvrage est ainsi traduit en anglais (16 éditions à Stanford University Press), en allemand, en espagnol, en japonais et finalement en chinois.
Comme son titre l'indique, Lucien Bianco entend y faire une analyse des origines de la révolution chinoise. Il met tout particulièrement l'accent sur les causes sociales et nationales de cet événement.
Dans les années 1960 et 1970 Lucien Bianco était un critique virulent du gouvernement de la Chine, et en particulier de Mao Zedong et de la révolution culturelle. Peter Bernard Harris a salué sa position, déclarant que « le professeur Lucien Bianco a hardiment affirmé son opposition non seulement de la Bande des Quatre, mais, plus particulièrement, à ce qu'il a appelé « maologie ». ».
En 2008, Sebastian Veg, chercheur du Centre d'études français sur la Chine contemporain, considère Les Origines de la révolution chinoise 1915-1949 comme un ouvrage de référence bien que publié en 1968.

### La Chine auXXesiècle(1989-1990)
Ouvrage publié en 2 volumes, chez  Fayard et co-dirigé par Marie-Claire Bergère, Lucien Bianco et Jürgen Dormes; Le premier volume traite le « temps des troubles » de la première moitié du XXe siècle. Le deuxième volume évoque les 40 ans du régime communiste; François Godement y présente la crise politique à l'intérieur du Parti communiste chinois.

### La Chine. Un exposé pour comprendre, un essai pour réfléchir(1994)
L'ouvrage est publié aux éditions Flammarion, collection « Dominos ».

### Peasants Without the Party: Grass-Roots Movements in Twentieth-Century China, (2003)
L'universitaire américain Thomas P. Bernstein qualifie l'essai Peasants Without the Party. Grass-roots Movements in Twentieth-Century China, d'« excellent ouvrage [qui] est une contribution majeure à la littérature sur la résistance paysanne et mérite un large public ».

### Jacqueries et Révolution dans la Chine duXXesiècle, (2005)
Jacqueries et Révolution dans la Chine du XXe siècle, est publié aux éditions La Martinière en 2005.

### La Révolution fourvoyée. Parcours dans la Chine duXXesiècle,  (2010)
La Révolution fourvoyée. Parcours dans la Chine du XXe siècle est publié aux Éditions de l'Aube en 2010.  (ISBN 978-2-8159-0054-6).
Lucien Bianco évoque dans cet ouvrage le régime de Mao Zedong, la personnalité de celui-ci, la structure politique du régime et le bilan économique et social de la Chine maoïste.

### La Récidive. Révolution russe, révolution chinoise, (2014)
L'ouvrage La Récidive. Révolution russe, révolution chinoise, est publié en 2014 dans la Collection Bibliothèque des Histoires de Gallimard. Lucien Bianco y établit un parallèle entre les deux grandes révolutions initiées par Mao Zedong et Joseph Staline.  En 1958, le Grand Bond en avant reproduit (en pire) le Grand tournant stalinien de 1929, conçu en occultant les réalités du terrain. Le nombre de victimes est « vertigineux » dans les deux révolutions communistes. Entre 6 et 7 millions en 1931-1933 pour le régime stalinien et 20 à 40 millions pour le régime maoïste.
Pour le journaliste et critique littéraire Daniel Bermond, La récidive. Révolution russe, révolution chinoise, « s'inscrit dans la continuité intellectuelle d'un chercheur ennemi des excès, des approximations et des emballements non maîtrisés ». Pour l'historien Sylvain Boulouque l'étude de Lucien Bianco appartient à « la série des grands essais sur l’utopie meurtrière qu’a été le communisme ».

## Articles
- Mao et son modèle, Vingtième siècle 2009/1, 101, p. 81 à 93 doi: 10.3917/ving.101.008[20].
- Conflits villageois dans la Chine du XXe siècle, Études rurales 2001, no 157-158[21].
- Trop célébrée… La résistance aux fermages dans la Chine prérévolutionnaire, Études chinoises 1998, p. 8-58[22].
- La population chinoise face à la règle de l’enfant unique, (en collaboration avec Hua Chang-Ming), Actes de la recherche en sciences sociales 1989, vol. 78, p. 31-40[23].
- La Chine à la française. Matériaux pour l’histoire de notre temps 1987, vol.9, p. 36-40[24].
- La planification des naissances en Chine. Quelle confiance accorder aux données locales ? Population 1981, Jan.Fev., p. 123-146[25].
- Essai de définition du maoïsme, Annales. Histoire, Sciences Sociales 1979 vol. 34 no 5 p. 1094-1108[26].
- Voyage dans un bocal, Esprit, mars et avril 1975, partiellement repris dans Regards froids sur la Chine, op. cit., p. 58-65.
- Les paysans et la révolution : Chine, 1919-1949, Politique étrangère 1968, no 2, p. 117-141[27].